# Johann Heinrich Jung-Stilling
Johann Heinrich Jung-Stilling (Grund, 12 septembre 1740 - Karlsruhe, 2 avril 1817 est un écrivain allemand.
Élevé dans le piétisme, sa pensée évolua ensuite vers la théosophie. Il est l'auteur de nombreux travaux glorifiant le christianisme.
L'œuvre qui le fit connaître est son autobiographie Lebengeschichte (1777).
Il est le grand-père de la peintre germano-balte Elise von Jung-Stilling (1829-1904).
Il est enterré au cimetière principal de Karlsruhe.